# Daniel Schütter
Daniel Schütter (* 1990 in Hamburg) ist ein deutscher Schauspieler, Theaterintendant, Musiker und Synchronsprecher.

## Leben
Daniel Schütter ist der Sohn des Schauspielers und Theaterintendanten Friedrich Schütter und dessen Frau Isabella Vértes-Schütter. Seine Großmutter mütterlicherseits ist die 2011 verstorbene Opernsängerin Helga Pilarczyk, der Schauspieler David Schütter sein Neffe. Schütters Interesse galt zunächst der Musik, er sang und spielte E-Piano und Keyboard. Eine 2011 an der Schule für Schauspiel Hamburg begonnene Ausbildung zum Schauspieler brach er nach 1 ½ Jahren ab und schloss sich der Indie Pop-Band „Kollektiv22“ an.
2015 debütierte er am von seiner Mutter geleiteten Hamburger Ernst-Deutsch-Theater in Das Boot von Kjetil Bang-Hansen, einer Bühnenfassung des Romans Das Boot von Lothar-Günther Buchheim. Seitdem ist er dort regelmäßig zu Gast, unter anderem 2018 als Davison in Friedrich Schillers Drama Maria Stuart, 2019 als Großwildjäger Bernhardy in dem Schwank Pension Schöller von Wilhelm Jacoby und Carl Laufs oder in der Spielzeit 2021/22 in Brandon Thomas’ Lustspiel Charleys Tante. 2020 spielte Schütter erstmals im Ohnsorg-Theater in dem Stück Blots een lütten Boort.
2018 gründete er gemeinsam mit Anton Pleva und Ayla Yeginer die Theatergruppe „Sexy Theater Menschen“, die eigene Stücke konzipiert und zur Aufführung bringt. Im September 2025 übernimmt er gemeinsam mit Ayla Yeginer die Intendanz des Ernst Deutsch Theaters. Er trat somit die Nachfolge seiner Mutter an, die seit 1995 Intendantin des Theaters gewesen war.
Während Daniel Schütter nur selten vor der Kamera steht, ist er umfangreich in der Synchronisation tätig. Häufig leiht er dabei Figuren in diversen Anime-Serien seine Stimme. In den Filmen Pater Rupert Mayer und 3 Engel für Charlie synchronisierte er David Schütter.

## Filmografie
- 2012: Schneeweißchen und Rosenrot
- 2014: Pater Rupert Mayer
- 2015: Boy 7
- 2016: Tatort – Zorn Gottes
- 2016: Home Away (Kurzfilm)
- 2017: Auf der anderen Seite ist das Gras viel grüner
- 2022: Sarah Kohr – Irrlichter
- 2023: SOKO Hamburg – Die erste Geige
- 2024: Die Stille am Ende der Nacht, ZDF Fernsehfilm von Lars-Gunnar Lotz

## Synchronisation (Auswahl)

### Filme
- 2015: Ryan Robbins als Eugene in Der Sturm – Life on the Line
- 2015: Adam Butcher als Cuz in ARQ
- 2017: Jay Walker als Benny in Die Münzraub-AG
- 2019: David Schütter als Ralph in 3 Engel für Charlie
- 2019: Marchánt Davis als Moses in Der Tag wird kommen
- 2020: Jay Pharoah als Julius in Bad Hair
- 2021: Adam Driver als Henry McHenry in Annette

### Serien
- Matt McTighe als Colin Hanson in Hawaii Five-0
- Tim Chiou als Ed Chen in Silicon Valley (mehrere Folgen in Staffel 4)
- Will Rogers als Peyton Breen in Billions
- Colin Woodell als Tyler Richmond in Designated Survivor
- Ryan Bingham als Walker in Yellowstone (12 Folgen)
- Micah Stock als Doug in Bonding (7 Folgen)
- Lee Coc als Tony in Deputy – Einsatz Los Angeles
- Spencer Sutherland als Dale in Ich weiß, was du letzten Sommer getan hast (4 Folgen)
- Alan Ritchson als Hank Hall / Hawk in Titans (22 Folgen)
- Kensho Ono als Ryūnosuke Akutagawa in Bungo Stray Dogs (37 Folgen)